# Montagut (Llagostera)

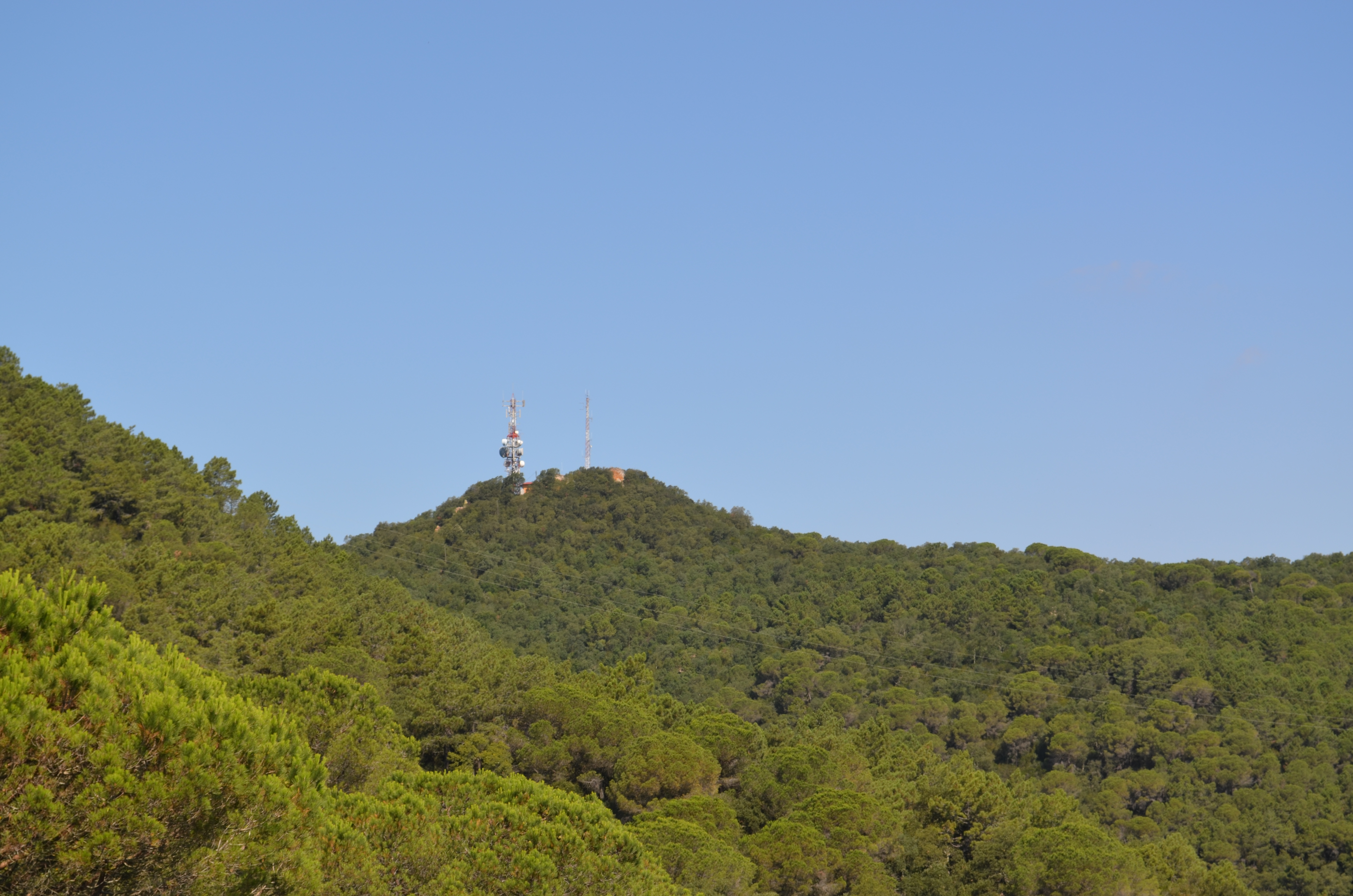
Montagut

Der Montagut ist mit einer Höhe von 498,3 Meter der zweithöchste Berg des Massís de l’Ardenya und liegt auf dem Gebiet der Stadt Llagostera im Nordosten Spaniens.
Auf dem Gipfel befindet sich eine Sendeanlage. 
Daneben liegen die Ruinen eines mittelalterlichen Wehrturms, des sogenannten Castell de Montagut. Diese Ruinen sind unter der Nummer BCIN 971-MH als Bé Cultural d’Interès Nacional unter Denkmalschutz gestellt worden.

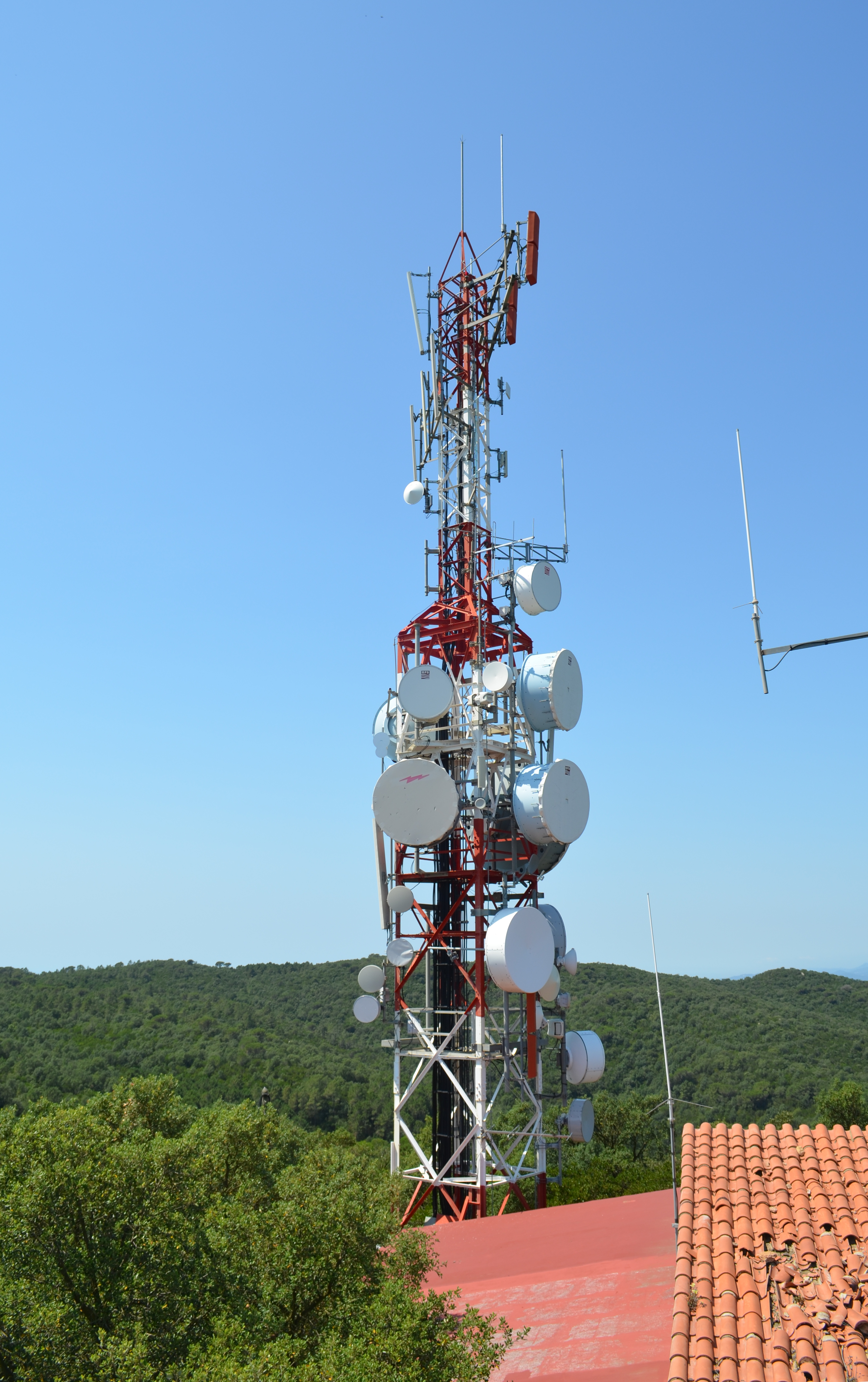
Sendeanlage
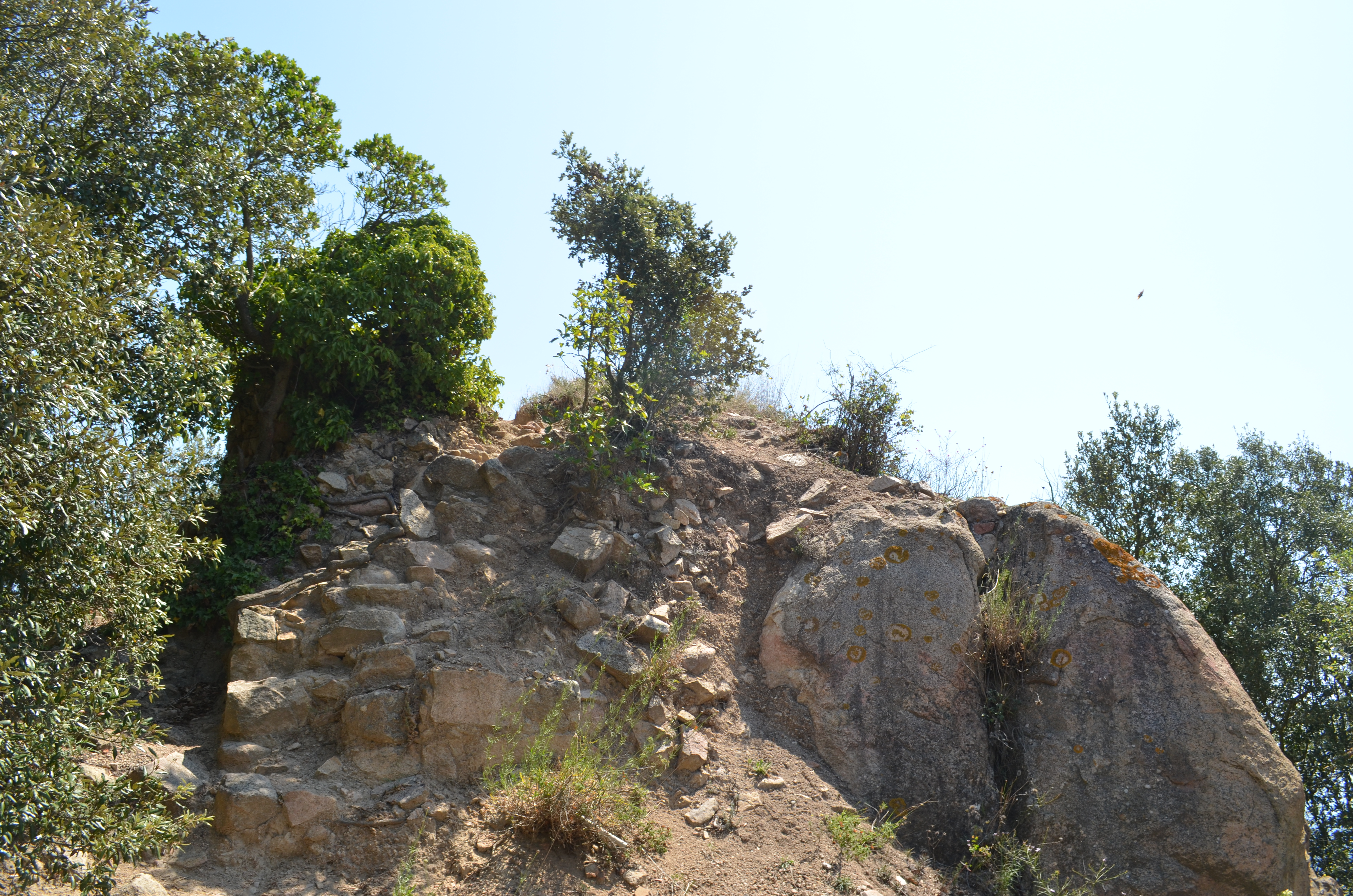
Castell de Montagut